# Isla Mazorca
La Isla Mazorca es una isla perteneciente al Perú situada en el océano Pacífico, frente a la costa del departamento de Lima. Se encuentra ubicada a 14 km de punta Salinas y con una superficie de 11,63 hectáreas, es la isla más grande de una cadena de islas, llamadas Islas Grupo de Huaura. Destaca por su gran interés ecológico, pues constituye una gran reserva biológica de aves marinas. Por tal motivo, en el 2009 la isla quedó protegida por ley dentro de la Reserva nacional Sistema de Islas, Islotes y Puntas Guaneras, una reserva natural que protege y conserva muestras representativas de la diversidad biológica de los ecosistemas marino-costeros del Perú.

## Geografía
La isla Mazorca se localiza en torno a los 11º 23’ de latitud S y los 77° 44’ de longitud O. Tiene una longitud máxima de 1390 m con una anchura que ronda los 617 metros. La mayor altitud de la isla alcanza 78 m s. n. m., donde se encuentra ubicado un faro de luz que se utiliza como de guía para las embarcaciones que suelen navegar frente a sus costas. Por el lado oeste destaca un grupo de islotes y rocas visibles a poca distancia de su orilla. El color amarillo - ocráceo que presenta la isla Mazorca, es el resultado de la mezcla de las capas de guano y la erosión de la superficie rocosa.
La isla presenta flancos llenos de acantilados inabordables, pero cuenta con dos desembocaduras, una situada en el extremo occidental y la otra situada en la parte central del lado oriental de la isla. Al noreste de Mazorca se encuentran las islas Brava y Huampanú; y al suroeste a unos 12,5 kilómetros se halla la isla Pelado, de pequeñas dimensiones.

## Diversidad biológica
El principal componente biológico de la isla Mazorca es la fauna. En su mayoría, son especies típicas de ecosistemas marino-costeros, que han encontrado en la isla  una zona de alimentación, reproducción y descanso. Entre las principales especies de aves que se reproducen en la isla se encuentran el cormorán guanay (Phalacrocorax bougainvillii), el piquero peruano (Sula variegata) y el pingüino de Humboldt (Spheniscus humboldti). Asimismo, se puede observar otras especies de aves como el pelicano peruano (Pelecanus thagus), cushuri (Phalacrocorax brasilianus), chuita (Phalacrocorax gaimardi), zarcillo (Larosterna inca), gaviota peruana (Larus belcheri), gaviota dominicana (Larus dominicanus), gaviota gris (Larus modestus), gaviota capucho gris (Larus cirrocephalus), gaviota de Franklin (Larus pipixcan), gallinazo cabeza roja (Cathartes aura), ostrero común (Haematopus palliatus), ostrero negro (Haematopus ater), etc.
El mundo submarino de la isla Mazorca muestra un impresionante paisaje y mucha vida, donde los peces e invertebrados marinos son los grupos taxonómicos más representativos. Las especies más abundantes de peces está representada por el pejerrey (Odontesthes regia regia), pampanito pintado (Stromateus stellatus), lorna (Sciaena deliciosa), cabinza (Isacia conceptionis), etc. Los invertebrados entre moluscos y crustáceos se encuentran el calamar (Loligo gahi), caracol (Thais chocolata), choro (Aulacomya ater), cangrejo jaiva (Cancer porteri), etc.
Por otro lado, en el grupo de mamíferos marinos se han registrado tres especies: la nutria marina (Lontra felina), el lobo fino sudamericano (Arctophoca australis) y el lobo chusco sudamericano (Otaria flavescens), dos especies de lobos marinos que pertenece a la familia Otariidae.